# Guenter Lewy

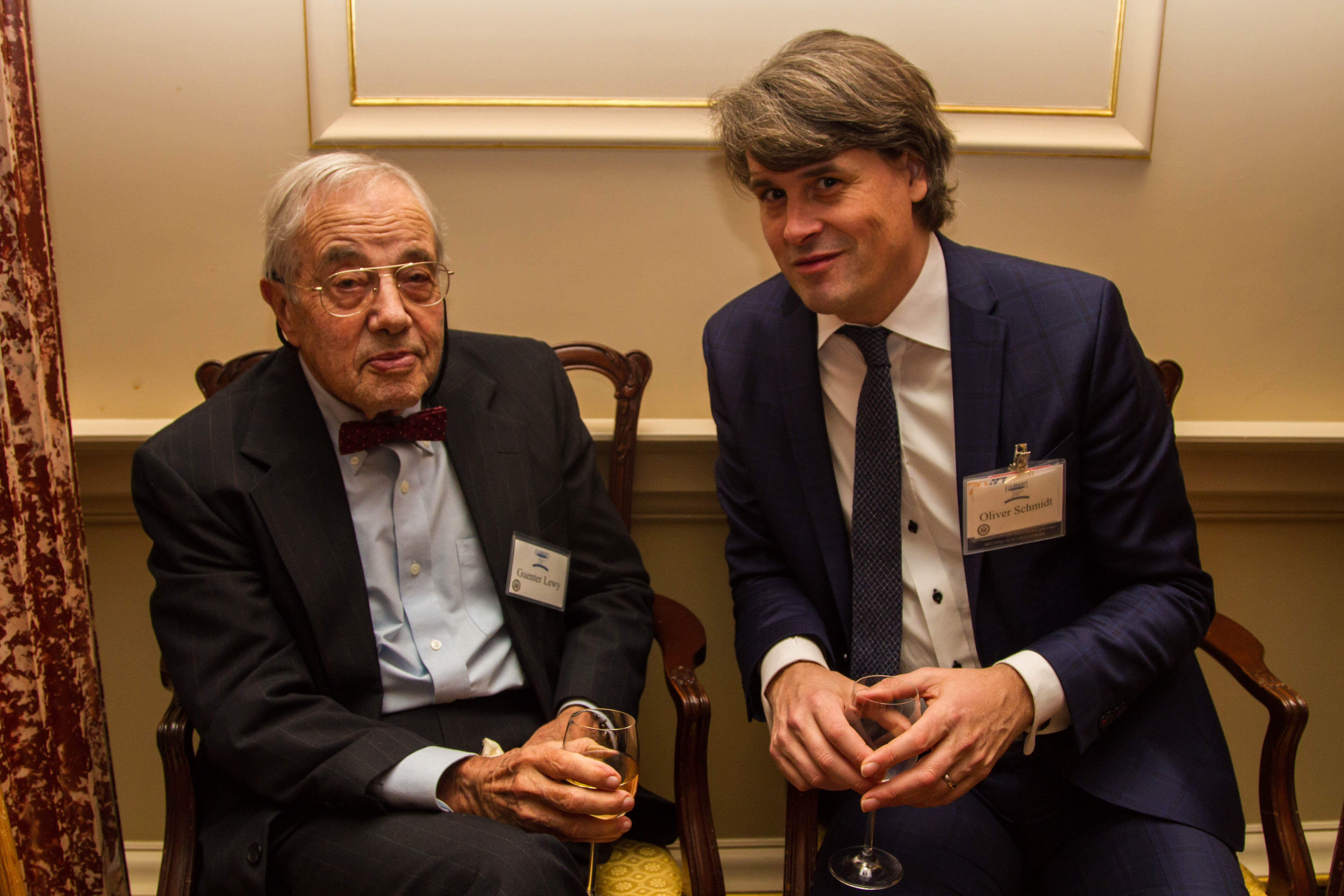
Guenter Lewy (links), 2016

Guenter Lewy (* 23. August 1923 in Breslau) ist ein deutsch-amerikanischer Hochschullehrer. Er ist emeritierter Professor der Politikwissenschaften. Er veröffentlichte mehrere kontrovers aufgenommene Bücher zu Themen zur Rolle der katholischen Kirche in der Zeit des Nationalsozialismus, zum Vietnamkrieg, zum Porajmos und zum Völkermord an den Armeniern.

## Leben
Lewy wuchs in Breslau auf. Nachdem er während der Novemberpogrome 1938 verprügelt worden war, emigrierte er im März 1939 vor der nationalsozialistischen Verfolgung in das britisch verwaltete Palästina. Hier schloss er sich im Dezember 1942 der Britischen Armee an und kämpfte in der Jüdischen Brigade von Bernard Montgomerys 8. Armee im Italienfeldzug. Im Jahre 1946 zog er in die USA und studierte am City College of New York und an der Columbia University, an der er 1957 promovierte. Anschließend lehrte er als Professor Politikwissenschaften am Smith College und am Amherst College der University of Massachusetts. Heute lebt er in Washington, D.C. und wirkt am Commentary mit.
In dem Film Wir sind Juden aus Breslau (2016) von Karin Kaper und Dirk Szuszies kommt Guenter Lewy ausführlich als Zeitzeuge über seine Kindheit in Breslau und Stationen seines weiteren Lebens zu Wort.

## Wissenschaftliche Werke

### Die katholische Kirche und das Dritte Reich (1964)
- The Catholic Church and Nazi Germany, New York, 1964, Nachdruck im Jahre 2000, ISBN 0-306-80931-1, in deutscher Übersetzung von Hildegard Schulz: Die katholische Kirche und das Dritte Reich, München, 1965.
Das 1964 im englischen Original erschienene Werk von Lewy gilt als bahnbrechendes und auf umfangreichem Quellenstudium basierendes Standardwerk zur Haltung der katholischen Kirche zu den Geschehnissen im Dritten Reich.[4] Der Spiegel druckte 1965 in einer achtteiligen Serie Auszüge aus dem Buch.[5] Es stand jahrzehntelang neben Rolf Hochhuths Werken allein mit seiner kritischen Beurteilung der Rolle des Papsttums und des Vatikans vor und während des Holocausts. Besonders von der Bonner Kommission für Zeitgeschichte wurde das Werk Lewys heftig bekämpft.[6] In den letzten Jahren erschienene moderne Untersuchungen wie von David I. Kertzer, Susan Zuccotti, John Cornwell, Daniel Jonah Goldhagen, James Waller, Ingo Müller, denen mehr Archivmaterial und Dokumente zur Verfügung standen als Lewy, bestätigten Lewys Ergebnisse von 1964.[7] Lewy gilt als einer der Pioniere unter den Historikern, die dieses Thema untersucht haben. Seine Arbeit ist vor allem auf kirchliche Quellen in Deutschland gestützt.[8]
Lewy stellte die Frage nach der Bedeutsamkeit der Jugendjahre von Adolf Hitler, der selbst katholisch getauft war. Hitler verbrachte seine frühen Jugendjahre in Österreich, wo damals die vom Vatikan unterstützte, antisemitische Christlich-Soziale Bewegung aktiv war. Lewy erinnerte daran, dass Hitler selbst erklärt hatte, von Karl Lueger, dem Führer dieser Bewegung, inspiriert worden zu sein. Lewy lieferte mit seiner Arbeit das Ergebnis, dass es schwierig sei, nicht zu dem Schluss zu kommen, dass der Papst und seine Berater – beeinflusst durch eine lange Tradition eines in Vatikankreisen weitgehend akzeptierten, moderaten Antisemitismus – die Misere der Juden nicht mit einer Dringlichkeit und einer moralischen Empörung angesehen haben.[7]

### America in Vietnam (1978)
- America in Vietnam, Oxford University Press, 1978, ISBN 0-19-502732-9.
In seinem 1978 erschienenen Werk gibt Lewy eine systematische Analyse des Ablaufs des Vietnamkriegs, der amerikanischen Strategie und Taktiken, des Bemühens um Vietnamisierung (d. h. schrittweisen Abzug der US-Truppen) und der amerikanischen Schuld wieder.[9] Lewy spricht manchen der Zeugenaussagen der Winter-Soldatenuntersuchung, eines 1971 auf Initiative von Jane Fonda und der Vietnam Veterans Against the War gestarteten Medienereignisses, das anhand einer dreitägigen Zeugenversammlung unter Befragung von 109 Vietnamveteranen und 16 Zivilisten in Detroit Anschuldigungen gegen die United States Navy und ihrer Alliierten wegen Kriegsverbrechen in Vietnam publik machen sollte, die Glaubwürdigkeit ab. Er merkte an, dass viele der Detroit-Zeugen später der Untersuchung der United States Navy gegenüber die Aussage verweigert hatten und manche der in Detroit als Zeugen aufgeführten Personen in Detroit gar nicht als Zeugen anwesend gewesen waren.[10] (vgl. auch John Kerrys Geständnis)

### Peace and Revolution: The Moral Crisis of American Pacifism (1988)
- Peace and Revolution: The Moral Crisis of American Pacifism, 1988, ISBN 0-8028-3640-2.
In seinem 1988 erschienenen Werk untersucht Lewy am Beispiel von vier führenden pazifistischen Organisationen die Veränderung der ethischen Grundhaltung des amerikanischen Pazifismus, den er dahingehend kritisiert, er habe seine philosophische Beständigkeit und seine moralische Integrität verloren. Den vier damals prominenten pazifistischen Organisationen Fellowship of Reconciliation, War Resisters League, Women’s International League for Peace and Freedom und der American Friends Service Committee wirft er vor, den Urkonflikt zwischen dem Ideal der Gewaltlosigkeit und der Befreiung der Unterdrückten (insbesondere in der Dritten Welt) durchzumachen. Dabei würden sie kommunistische Bewegungen in Vietnam oder in Zentral- und Südamerika unterstützen, dagegen aber den Kampf der Afghanen gegen die Sowjetunion ignorieren. Lewy wirft dem amerikanischen Pazifismus vor, er hätte seine Bindung an die Gewaltlosigkeit auf Basis einer Feindseligkeit gegenüber der amerikanischen Demokratie und einer Verblendung gegenüber Revolutionen in der Dritten Welt aufgegeben.[11][12]

### The Cause That Failed: Communism in American Political Life (1990)
- The Cause That Failed: Communism in American Political Life, Oxford University Press, 1990, ISBN 0-19-505748-1.
Das 1990er Werk Lewys untersucht die Vertretung des Kommunismus in der amerikanischen Politik (20.000 Mitglieder der Kommunistischen Partei der USA (CPUSA) im Jahr 1988). Für einflussreicher erklärt er allerdings die gemäßigteren Linksparteien.
Lewy behandelt in seinen ersten Kapiteln die Anfangsjahre der amerikanischen kommunistischen Bewegung von 1919 bis 1939. Der Hauptteil seiner Arbeit behandelt die Phase nach dem Beginn des Kalten Kriegs und des wiedergeborenen Radikalismus. Es wird geschildert, wie der Kommunismus in den USA schleichend wiederaufersteht, was laut Lewy von Joseph McCarthy begünstigt wurde, dem vorgeworfen wird durch seinen Stil, Antikommunisten vergrault und „Anti-Antikommunisten“ den Weg geebnet zu haben.
Lewy wertet eine Fülle von Primärquellen aus und baut so ein Bild der amerikanischen Gesellschaft der 1950er, der 60er, der 70er und der 80er auf. Der Vietnamkrieg bzw. die begleitende Antikriegsbewegung beschleunigte den Prozess. Diese Bewegung bediente sich laut Lewy immer mehr marxistisch-leninistischer Vokabeln, die zu ihrer Radikalisierung und zu Parallelen zu den amerikanischen Linken der Anfangsjahre des amerikanischen Kommunismus führte. Er schließt daraus, dass die Alten und die Neuen Linken eine gemeinsame Linie zur Kooperation gefunden hatten, die „bis unsere Tage“ (1990) fortbestanden hat.
An Beispielen verdeutlicht Lewy, wie auch bedeutende Organisationen wie die American Civil Liberties Union (ACLU) und die National Committee for a Sane Nuclear Policy (SANE) einen Gesinnungswandel während des Vietnamkriegs durchmachten.[13]

### Why America Needs Religion: Secular Modernity and Its Discontents (1996)
- Why America Needs Religion: Secular Modernity and Its Discontents, Wm. B. Eerdmans Publishing, 1996, ISBN 0-8028-4162-7.
Lewy geht in seinem 1996er Werk der Frage nach, ob die säkulare Moderne für die sozialen Veränderungen im Hinblick auf den Rückgang der Familie und die Zunahme der Unterschicht in den USA verantwortlich ist. Er baut in seinem Buch ein Gleichgewicht auf zwischen denen, die das Christentum als Quelle der moralischen Inspiration ansehen und denen, die das Christentum als Quelle der Intoleranz verdammen. Seine Argumentationen laufen im Verlauf seines Buches auf das Postulat hinaus, Amerika brauche eine traditionelle Religion, um eine dezente moralische Ordnung aufrechtzuerhalten.
Er kommt zu dem Schluss, dass der kulturelle Ethos des Säkularismus mit seinem begleitenden radikalen Individualismus traditionelle Werte wie bürgerliche Tugend, familiäre Solidarität, soziale Anteilnahme verdrängt hat und ein wichtiger Faktor für die Zunahme der Unterschicht war. Weiterhin untersucht er, inwiefern der Glaube das Leben des Gläubigen ändert und macht auf die niedrigen Raten bei gläubigen Christen bezüglich sozialer Krankheiten und moralischem Defekt aufmerksam. Er vermutet, dass das Gefühl, Gott zu dienen und von ihm geliebt zu werden, dazu beitrage.
Am Ende seines Buches glaubt Lewy weiterhin nicht an Gott, aber er definiert sich nunmehr als Nontheisten statt als säkularen Humanisten und stellt fest, dass er mit religiösen Denkern mehr gemein hat, als mit säkularen Denkern.[14]

### „Rückkehr nicht erwünscht“ – Die Verfolgung der Zigeuner im Dritten Reich (2000)
- The Nazi persecution of the Gypsies, Oxford University Press 2000, ISBN 0-19-512556-8, in deutscher Übersetzung von Klaus-Dieter Schmidt: »Rückkehr nicht erwünscht« – Die Verfolgung der Zigeuner im Dritten Reich, Propyläen Verlag, München 2001, ISBN 3-549-07141-8 (Rezension ).
Die 2000 erschienene Arbeit behandelt ein von der Historiografie wenig bearbeitetes Feld: den Porajmos der Nationalsozialisten. Es bietet nach dem Standardwerk von Michael Zimmermann von 1996[15] und neben der Arbeit von Martin Luchterhandt von 2000[16] ein weiteres Mal einen umfassenden und detaillierten Gesamtein- und -überblick. Lewy arbeitete auf einer breiten Quellengrundlage. Er wertete eine große Zahl von Dokumenten aus deutschen und österreichischen Archiven aus.
Nach einem kurzen Überblick über die lange Vorgeschichte der Zigeunerverfolgung beschreibt Lewy die nationalsozialistische Verfolgung, um in einem weiteren historiografischen Kapitel die Fortführung von Verfolgung, Entschädigungsverweigerung und Missachtung unter den Bedingungen der Bundesrepublik Deutschland abzuhandeln.
Die Verfolgung im Nationalsozialismus gliedert er in drei Phasen:
– Übernahme und zunehmende Verschärfung antiziganistischer Maßnahmen aus der Weimarer Republik im Rahmen eines Konzepts „vorbeugender Verbrechensbekämpfung“ wie auch als ethnisch-biologistisches Rassekonzept (1933–1939)
– mit Kriegsbeginn aufkommend der Blick auf „Zigeuner“ als Spione und Helfer des Feindes und damit legitimiert Internierung, Deportation und Ermordung der europäischen Roma im nationalsozialistischen Herrschaftsbereich, zugleich eine Vielzahl von dezentralen und zentralen Maßnahmen zur „Schaffung gesellschaftlicher Außenseiter“ (1939–1942)
– die Verschleppung nach Auschwitz und Verschleppungen in andere Konzentrationslager (1943–1945).
In einer „Schlussbetrachtung“ betont er, es gebe „keinen Beleg dafür, dass die Deportation [nach Auschwitz-Birkenau] Teil eines umfassenden Plans zur Vernichtung der Zigeuner war“ (S. 366). Es sei sogar denkbar, daß es zur Vernichtung der nicht arbeitsfähigen „Zigeuner“ in Auschwitz gar nicht gekommen wäre, „wenn man nicht wegen der Überlastung der Gaskammern eine vorübergehende Unterkunft für die dem Untergang geweihten ungarischen Juden hätte finden müssen“ (S. 366). Dieser wesentliche Akt der Vernichtung sei demzufolge ein Nebenprodukt des Genozids an der jüdischen Minderheit gewesen. Ausgehend von der juristischen Völkermord-Definition der Vereinten Nationen von 1948 kommt er insgesamt zu dem Ergebnis, dass „die verschiedenen Deportationen von Zigeunern in den Osten trotz ihrer tödlichen Folgen … keinen Genozid dar(stellten). Mit diesen Deportationen, einschließlich jener ins Zigeunerlager in Auschwitz, wurde nicht die Absicht verfolgt, die Zigeuner als solche zu vernichten, sondern nur bezweckt, diese weithin verachtete Minderheit aus Deutschland zu vertreiben“ (S. 370).
Für Lewy wurden Juden und Roma im deutschen Herrschaftsraum nicht in gleicher Weise verfolgt. Allein Juden könnten in Anspruch nehmen, Genozidopfer zu sein.
Im Fachdiskurs wurden diese Schlussfolgerungen kritisch aufgenommen und zum Teil vehement zurückgewiesen.[17]
Widerspruch forderte auch die irritierende Tendenz bei Lewy heraus, unter Verwendung eines obsoleten „Volks“-Konstrukts die europäischen Roma mit ihren zahlreichen Subgruppen als eine geschlossene Einheit von Menschen mit kollektiven Persönlichkeitseigenschaften zu beschreiben. Der Verfasser entnahm sie in geringem Maße dem Fundus romantischer Stereotype, vornehmlich aber dem traditionellen antiziganistischen Ablehnungsrepertoire, mit dem auch die nationalsozialistischen Verfolger ihr Konzept der „vorbeugenden Verbrechensbekämpfung“ begründeten (S. 10, 27ff). Hier sah er „die Wurzeln der Ablehnung“ (S. 27). Dabei scheute er sich nicht, sich auf den Erbhygieniker und Arzt Hermann Arnold zu berufen, der die NS-Forschung nach deren offiziellem Ende 1945 fortführte, deren Protagonisten Arnold zu rehabilitieren versuchte (S. 382).[18]
In diesen Kontext fügt sich, daß Lewy Sinti mit einem Terminus des 19. Jahrhunderts als einen „Stamm“ bezeichnet (S. 10) und die Verwendung der Gesamtbezeichnungen „Roma“ oder „Sinti und Roma“ nachdrücklich ablehnt. Er zieht das alltagssprachliche „Zigeuner“ vor, welches Etikett „an sich“ nichts Abwertendes habe. Es sorge für „historische Kontinuität“, nämlich nicht der Stigmatisierung, sondern einer Solidarisierung mit denen, „die unter diesem Namen verfolgt worden“ seien (S. 10). Die Unschärfe des Begriffs lässt ihn an einer Stelle seiner "’Schlussbetrachtung" „nach Zigeunerart Umherziehende“ in seine Betrachtung miteinschließen und diese fälschlich mit „'weißen Zigeunern' (Jenischen)“ gleichsetzen. Als „Asoziale“ unter „Asozialen“ geführt, seien Jenische von Polizei und Lagern nie gesondert genannt worden (S. 364). Zum Umfang der Verfolgung lasse sich daher nichts sagen. Er selbst bemerkte nur einen – allerdings ungesicherten – Fall einer KZ-Deportation.[19]

### The Armenian Massacres in Ottoman Turkey: A Disputed Genocide (2005)
- The Armenian Massacres in Ottoman Turkey: A Disputed Genocide, University of Utah Press 2005, ISBN 0-87480-849-9; in deutscher Übersetzung von Karoline Ruhdorfer und Michaela A. Gabriel: Der armenische Fall. Die Politisierung von Geschichte. Was geschah, wie es geschah und warum es geschah. Edition Diwan, Klagenfurt 2009, ISBN 3-902713-03-8.
In seinem Werk aus dem Jahr 2005 behandelt Lewy die Frage, ob die Deportation der Armenier im Osmanischen Reich inmitten des Ersten Weltkriegs tatsächlich als Völkermord eingestuft werden kann oder nicht. Lewy vergleicht anhand der bekannten Quellen die gegensätzlichen Versionen und arbeitet die unstrittigen und die strittigen Punkte heraus.
Nach Lewys Ansicht befand sich das Osmanische Reich in einer Existenzkrise, als es sich zur Deportation der Armenier innerhalb des Landes entschloss. Die Armenier lebten sowohl in Russland als auch im Osmanischen Reich. Als Russland und das Osmanische Reich Ende 1914 in den Weltkrieg eintraten und russische Truppen auf osmanisches Gebiet vordrangen, entstanden alte Spannungen neu. Viele der osmanischen Armenier, die ohnehin seit langem Autonomie oder sogar einen eigenen Staat anstrebten, sympathisierten laut Lewy mit den Russen und den mit ihnen verbündeten Westmächten. Als später noch Versorgungsprobleme auftraten und die Briten im April 1915 auf Gallipoli landeten, von wo sie Konstantinopel bedrohten, sei es zu einer Panik gekommen, die den Hintergrund zum Entschluss darstelle, die Armenier zu deportieren.
Lewy errechnet eine Gesamtzahl von etwa 642.000[20] während der Deportation aufgrund von Verhungern, Krankheiten, Ermordung[21] umgekommenen Armeniern, was etwa 37 % der Vorkriegsbevölkerung entspricht. Er nennt mehrere Indizien, die gegen von der Zentralregierung geplante Tötungen sprechen. Er vermutet vielmehr, dass die gewaltige Aufgabe, mehrere hunderttausend Menschen in kurzer Zeit und angesichts eines höchst primitiven Transportsystems umzusiedeln, einfach die Möglichkeiten der osmanischen Bürokratie überstieg.[22]
Lewy gibt an, dass auch die drei Säulen des wissenschaftlichen Völkermordvorwurfs – die Istanbuler Prozesse (Unionistenprozesse), die Rolle der Spezialorganisation (Teşkilât-ı Mahsusa), die Andonian-Dokumente – sowie die anderen vorgebrachten Beweise die Geplantheit der Tötungen und somit einen Völkermord im Sinne der UN-Konvention nicht nachweisen.[23]
Darüber hinaus kritisiert Lewy in seinem Werk die Methoden und Thesen von Vahakn N. Dadrian scharf, dem er absichtliche Übersetzungsfehler, selektives Zitieren und andere ernste Verletzungen wissenschaftlicher Ethik vorwirft.[24]
Lewy gibt des Weiteren an, dass ihn die einstimmige Erklärung der International Association of Genocide Scholars, die Deportation sei ein Völkermord, nicht beeindrucke.[24] Die International Association of Genocide Scholars ist ein Zusammenschluss der in Europa und Nordamerika forschenden Genozidforscher. Im Jahr 1997 hatte die Organisation eine Resolution verabschiedet, in der sie die Einstufung als Völkermord einstimmig bestätigte.[25] Lewy gibt an, dass die Mehrheit dieser Forscher noch nie einen Fuß in ein Archiv gesetzt oder über das Thema keine eigenständigen Forschungen angestellt habe.[24]
Lewy selbst stützt sich bei seiner Arbeit auf folgende Archive: die deutschen (Politisches Archiv des Auswärtigen Amts in Berlin), die britischen (Public Record Office in London) und die amerikanischen (National Archives in Washington) sowie auf die Dokumente im Archiv des Library of Congress in Washington. Des Weiteren zieht er publizierte Kollektionen von Archivdokumenten sowie Sekundärliteratur heran.[26]

### Lewys Haltung zur UN-Völkermord-Konvention
- Can There Be Genocide Without the Intent to Commit Genocide?, in: Journal of genocide research, Vol 9, Issue 4, 2007, S. 661–674.
In der Politikwissenschaft ist die Haltung der von der Generalversammlung der Vereinten Nationen beschlossenen Konvention über die Verhütung und Bestrafung des Völkermordes hinsichtlich des Begriffes der „Absicht (intention), die der Vernichtungspolitik zugrunde liegen müsse, wenn sie als Genozid gelten solle“ umstritten. Lewy gehört zu den Kritikern der UN-Konvention, die einen Völkermord nur dann anerkennen, wenn Sensu stricto (im strengen Sinn) ein Gesamtplan für den Genozid vorliegt. Im Gegensatz zur Shoa sieht er beispielsweise beim Porajmos diesen Gesamtplan als nicht gegeben.

### Weitere Werke
- Constitutionalism and statecraft during the golden age of Spain. A Study of the political philosophy of Juan de Mariana, Genf, éditions Droz, 1960
- Religion and revolution, New York, Oxford University Press, 1974
- Perpetrators : the world of the Holocaust killers. New York : Oxford University Press, 2017, ISBN 978-0-19-066113-7

- == Literatur ==
- Guenter Lewy, Kurzbiografie, in: Andreas W. Daum, Hartmut Lehmann, James J. Sheehan (Hrsg.): The Second Generation: Émigrés from Nazi Germany as Historians. With a Biobibliographic Guide. New York: Berghahn Books, 2016, S. 408f.